# Прошак, Иван Лукьянович
Иван Лукьянович Прошак (укр. Прошак Іван Лук'янович, 2 июня 1922, село Хомяковка Станиславского воеводства, Польша, ныне Ивано-Франковская область Украины — 14 января 1999, Коломыя, Украина) — деятель украинского националистического движения, политрайонный пропагандист УПА, жертва немецких (1941—1943) и советских (1945—1957) лагерей. В 1990-х годах — участник Всеукраинских конгрессов и съездов политзаключенных, автор критических статей в газетах.

## Биография
Родился Иван Прошак 2 июня 1922 года в селе Хомяковка в семье главы руководителя сельской библиотеки общества «Просвита» Лукьяна Прошака и Анастасии Прошак. Отец погиб в лагерях Красноярского края в 1946 году, мать была убита в Тисменицком районном отделении НКВД в 1946 году.
Учился в общей четырехклассной школе. В 1938 году вступил в Организацию Украинских Националистов.
С наступлением советской оккупации в 1939-1940 годах работал бухгалтером в колхозе. В 1941 году его отправили в немецкие концлагеря, там добывал уголь возле города Дортмунд, где и пробыл до 1943 года.
В 1943 году вступил в Украинскую Повстанческую Армию. Согласно свидетельствам Дмитрия Гринькива, в августе 1943 года принял участие в бою в селе Заречье с немецкими и венгерскими военными, где погибло 60 нацистов. Также отличился Иван Прошак в боях в селе Олеша в Братовом лесу (24 сентября 1944 года), Перегинске, Татарове и Порогах. Во время пребывания в службе был знаком со многими представителями движения ОУН и УПА.  В июле 1944 года вступил в подразделение УПА сотенного «Гвлуза», где он пробыл около месяца. В декабре того же года переведен в структуру ОУН на должность пропагандиста куста №4 (Хомяковка) района Тисменица ОУН под псевдом Олег.
В феврале 1945 года, во время окружения села Пшеничники войсками НКВД во время выполнения задания, Иван Прошак смог скрыться в тайном бункере у дома Анны Касюк-Яцуры, в результате чего смог избежать заключения.
15 марта 1945 года в вооруженном столкновении членов ОУН с внутренними войсками НКВД в Хомяковке, где погибли 20 повстанцев вместе с Марией Капечук и ее пятилетней дочерью Галиной, Прошак получил ранения и попал в плен НКВД вместе с Григорием Баленюком. 21 марта был впервые допрошен. В течение марта-сентября 1945 года никаких следственных действий не проводилось. 12 сентября был вторично допрошен уже в качестве обвиняемого. 16 октября 1945 г. решением военного трибунала НКВД в Станиславской области Прошак осужден на 20 лет исправительных трудовых лагерей и 5 лет ограничения в правах с конфискацией имущества. В январе 1946 года прибыл этапом в трудовой лагерь в Воркуте.
Сначала находился в шахтах «Воркутауголь», однако, из-за травм, его вывели на поверхность. С 13 апреля 1949 года по 1953 год работал в 6-м лагерном отделе бухгалтером расчетного отдела, где активно выступал против советской власти.  С 1953 по 18 февраля 1955 года был контрольным десятником трудового лагеря. 28 января 1955 г. Военным трибуналом Прикарпатского военного округа был сокращен срок наказания с 20 на 10 лет трудовых лагерей. 12 февраля 1956 года был освобожден, после чего был доставлен в спецкомендатуру No. 18 на спецпоселение.  В то же время, совершил одну из первых поездок в Украину, в село Молодятин, на родину своей жены Марии Кушнирчук. 18 апреля 1957 года из-за отсутствия доказательств и свидетелей был реабилитирован решением Военной коллегией Верховного суда СССР.
Далее Иван Лукьянович учился сначала в горном техникуме, а затем – в Воркутском филиале Ленинградского горного института имени Плеханова, где получил образование инженера-экономиста. Был избран во времена «оттепели» Хрущева главой профсоюза в шахте из-за защиты прав политзаключенных со стороны Ивана Лукьяновича. Работал затем диспетчером комбината «Воркутауголь».  В декабре 1977 года вместе со всей семьей переехал в Коломыю. Однако, вернулся на родину с инфарктом миокарда, поломанными ногами, мексидемой щитовидной железы как следствие пребывания в лагерях.
Начиная с 1990 года начал обнародовать в местной и областной газетах критические статьи на политические, религиозные темы.
В 1990-х годах был активным участником всеукраинских и международных съездов политических заключённых и репрессированных: в 1990 году принял участие во Всемирном собрании политзаключенных всех стран в Киеве, в 1991 году – в I Всемирном Конгрессе украинских политических заключенных, в 1993 году – во II Всемирном Конгрессе украинских политических заключенных, в 1995 году – в Международном конгрессе политических заключенных коммунистических режимов в Киеве, где произносил свои речи о бездействии власти в защите репрессированных и политических заключенных, ветеранов УПА.
24 ноября 1990 года на Учредительной конференции по случаю начала деятельности Коломыйской городской и районной организации политических заключенных и репрессированных Иван Прошак стал членом ревизионной комиссии вместе с Михаилом Биланюком и Евгением Малащуком. Повторно был избран 5 декабря 1992 года.
В октябре 1991 года принял участие во Всеукраинской отчетной конференции политических заключенных в Киеве как делегат из Прикарпатья от Коломыйской районной ячейки Союза политзаключенных. В декабре, после Всеукраинского референдума обвинил Михаила Горбачева и его команду в том, что они «начали нагло провоцировать нас, угрожая применить милитарные силы и термоядерное оружие».
24 августа 1992 года Иван Прошак был одним из главных докладчиков на торжественном собрании в Народном доме, посвященном Независимости Украины и 50-летию УПА. В октябре 1992 года также был одним из главных гостей и докладчиков вечера-встречи «Узники совести». В 1994 году стал референтом кандидата в народные депутаты ІІ созыва Евгения Пронюка.
В конце 1990-х годов начал тяжело болеть: в марте 1998 года произошло сильное кровотечение и потеря сознания, в результате чего 20 дней находился в коме.
Умер 14 января 1999 года в Коломые из-за длительной болезни. Выразили сожаление руководство Коломыйской станицы Братства воинов ОУН-УПА и редакция газеты «Вестник Коломыи».